# Krwawnica pospolita
Krwawnica pospolita (Lythrum salicaria L.) – gatunek rośliny wieloletniej z rodziny krwawnicowatych, jeden z kilku występujących w Polsce. Jest pospolity na siedliskach wilgotnych. Występuje w całej Europie i w Azji w pasie od Afryki Płn. po koło podbiegunowe. Zawleczony do Peru, Tasmanii, Australii, Kanady i USA. W Stanach Zjednoczonych uważany jest za agresywną roślinę inwazyjną zawleczoną przez osadników i rozprzestrzeniającą się od XIX wieku z terenu Nowej Anglii. Obecnie występuje na całym obszarze USA z wyjątkiem Florydy. Zaliczona została do 100 najbardziej inwazyjnych gatunków na świecie.

## Morfologia

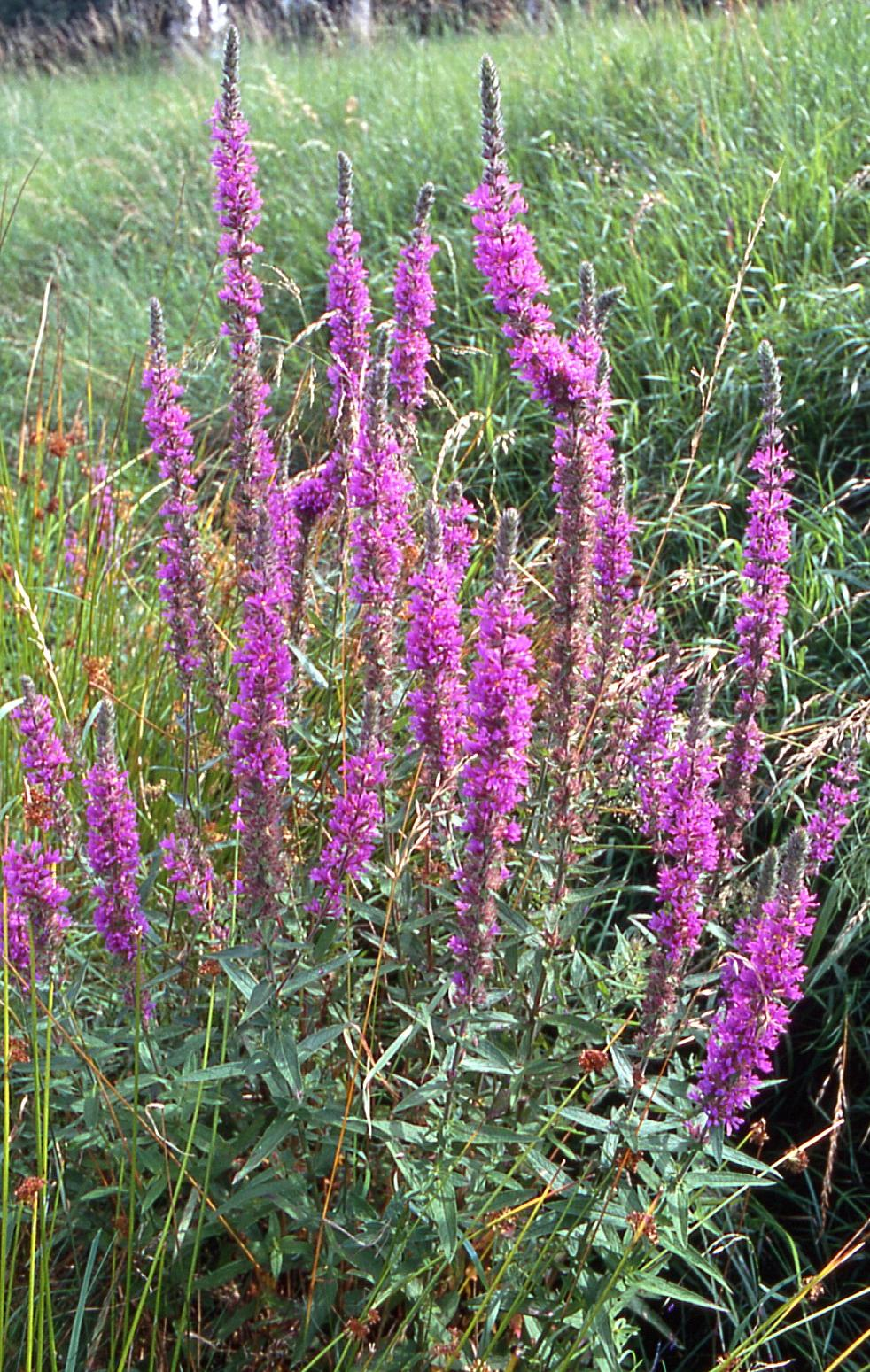
Pokrój

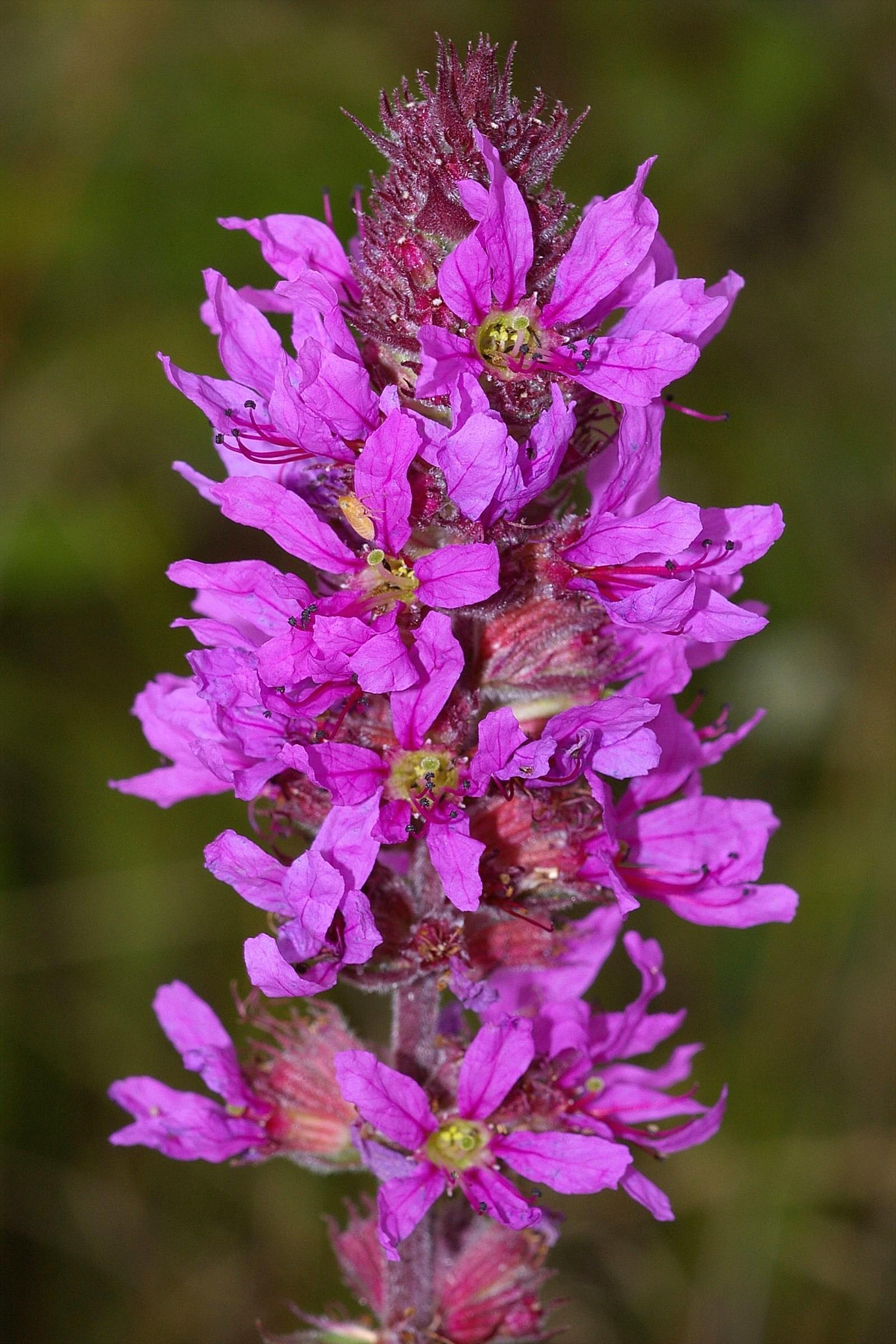
Kwiatostan

ŁodygaPojedyncza lub z nielicznymi, krótkimi odgałęzieniami, wyprostowana, owłosiona, kanciasta wysoka od 50 do 130 cm. Na każdym odgałęzieniu wyrasta wysoki smukły kwiatostan.
LiścieUlistnienie naprzeciwległe lub okółkowe (po 3 listki w okółku). Dolne liście sercowate na wystających spodem nerwach owłosione, górne-łodygowe mają kształt wąskolancetowaty, zaostrzony i są ułożone naprzeciwlegle po 2 lub 4 w okółkach, górne skrętoległe. Podsadki są dużo mniejsze od pozostałych liści.
KwiatyNieduże koloru karminowo-różowego zebrane są w gęste, długie do 30 cm, szczytowe kłosowate kwiatostany skupione w pozorne okółki. Kwiat składa się z kieliszka o działkach znacznie dłuższych od działek kielicha, 6 małych działek kielicha, 6 płatków korony, słupka ze spłaszczonym znamieniem i dwunastu pręcików (6 krótszych i 6 dłuższych). Kwiaty odznaczają się trójpostaciową różnosłupkowością: słupek może być dłuższy od wszystkich pręcików, krótszy od nich bądź jednocześnie krótszy od 6 pręcików i dłuższy od pozostałych 6 pręcików. Kielich 6-ząbkowy owłosiony; ząbki kielicha niejednakowe – wewnętrzne trójkątne, krótsze od szydlastych zewnętrznych. Kwiaty rozwijają się stopniowo od dołu łodygi ku górze.
OwoceTorebki okryte zaschniętym kielichem. Torebka posiada w środku przegródkę, po dojrzeniu pęka.
KorzeńSilny, drewniejący system korzeniowy.

## Biologia i ekologia
Bylina, hemikryptofit. Roślina wilgociolubna, rosnąca w skupiskach, mrozoodporna. Rośnie na mokrych łąkach, w rowach, nadbrzeżnych zaroślach, na moczarach i brzegach wód. W klasyfikacji zbiorowisk roślinnych gatunek charakterystyczny dla All. Filipendulion, Ass. Lythro-Filipenduletum. Kwitnienie od czerwca do sierpnia. Roślina miododajna, kwiaty są chętnie odwiedzane przez motyle i pszczoły zbierające nektar z dna kwiatowego. Nasiona powstają wyłącznie w wyniku zapylenia krzyżowego. Drobne nasiona rozsiewane są przez wiatr. Jest jedną z roślin żywicielskich gąsienic motyla postojka wiesiołkowca.

## Zastosowanie

### Roślina lecznicza
Surowiec zielarskiZiele krwawnicy (Lythri herba) – wysuszone, całe lub rozdrobnione, kwitnące szczyty pędów. Surowiec powinien zawierać nie mniej niż 5,0% garbników w przeliczeniu na pirogalol. Zawiera alkaloid kriogeninę i glikozyd salikarynę. Zawiera też garbniki, w związku z tym wykazuje działanie ściągające.
DziałaniePrzeciwgorączkowe, przeciwzapalne i rozszerzające naczynia krwionośne.

### Roślina ozdobna
Uprawiana w ogródkach wodnych jako bardzo dekoracyjny element brzegów zbiornika i na rabatach próchnicznych. Rozmnaża się ją przez podział korzeni i sadzonki pędowe oraz wysiew nasion. Lubi stanowiska słoneczne nad brzegami wód lub na wilgotnych rabatach.